# Damjan Pavlović
Damjan Pavlović (en serbio: Дамјан Павловић; Eupen, Bélgica, 9 de julio de 2001) es un futbolista serbio. Juega de centrocampista y su equipo es el FK Kauno Zalgiris de la A Lyga. Es internacional con Serbia sub-21 desde 2021, anteriormente representó a Bélgica.

## Estadísticas
Actualizado al último partido disputado el 9 de noviembre de 2022.
| Standard de Lieja · Bélgica                                | 1.ª           | 2020-21       | 9  | 0 | 4 | 0 | ― | ― | 13 | 0 |
| Standard de Lieja · Bélgica                                | 1.ª           | 2021-22       | 19 | 0 | 2 | 0 | 0 | 0 | 21 | 0 |
| Standard de Lieja · Bélgica                                | 1.ª           | 2022-23       | 1  | 0 | ― | ― | ― | ― | 1  | 0 |
| Standard de Lieja · Bélgica                                | Total club    | Total club    | 29 | 0 | 6 | 0 | 0 | 0 | 35 | 0 |
| H. N. K. Rijeka · Croacia                                  | 1.ª           | 2022-23       | 6  | 0 | 2 | 0 | ― | ― | 8  | 0 |
| H. N. K. Rijeka · Croacia                                  | Total club    | Total club    | 6  | 0 | 2 | 0 | 0 | 0 | 8  | 0 |
| Total carrera                                              | Total carrera | Total carrera | 35 | 0 | 8 | 0 | 0 | 0 | 43 | 0 |
| (1) Incluye datos de la Copa de Bélgica y Copa de Croacia. |               |               |    |   |   |   |   |   |    |   |

## Vida personal
Pavlović nació en Bélgica y es descendiente serbio.